# 坂元愛登
坂元 愛登（さかもと まなと、2009年2月9日-）は、日本の俳優。東京都出身。flash up étoile所属。兄は俳優の坂元美己登(みこと)。

## 来歴
小学2年生の時に福岡県から東京都に引っ越す。
その際、兄が「こういう仕事楽しそうだね」と言ったことがきっかけで両親が書類を送り、兄弟で現事務所に所属することになった。
2022年、映画『ある男』で数百人に及ぶオーディションの中から抜擢され、デビュー。亡くなった夫の秘密に翻弄される妻・谷口里枝（安藤サクラ）の息子・悠人を好演した。
2023年、ドラマ『100万回 言えばよかった』において佐藤健演じる鳥野直木の中学時代を演じ、注目を集めた。 
2024年、ドラマ『不適切にもほどがある!』において吉田羊演じる向坂サカエの明るくコミカルな思春期の息子役を演じた。

## 人物
趣味は映画鑑賞。特技はバレーボール。

## エピソード
映画『平場の月』の主演である堺雅人が演じた青砥健将の青年期を演じた際、製作報告会見の中で堺から「過去の僕の出演作品をほとんどご覧になってくださった」と言及され、「坂元さんの心の中で揺らいでいる感じがすっごくよかった」と芝居を絶賛されている。

## 出演

### テレビドラマ
- 100万回 言えばよかった （2023年1月13日 -3月17日、TBS） - 鳥野直木（小学・中学時代） 役[3]
- unknown（2023年4月18日 - 6月13日、テレビ朝日） - 朝田虎松（中学時代） 役
- 不適切にもほどがある! （2024年1月26日 - 3月29日、TBS） - 向坂キヨシ 役[4]
  - 不適切にもほどがある! スペシャル（2026年春〈予定〉、TBS）[5]
- スカイキャッスル（2024年7月25日 - 、テレビ朝日） - 南沢青葉 役[6]
- 怖い絵本 season7「あずきとぎ」（2024年8月28日、NHK Eテレ）[7]
- モンスター 第8話（2024年12月2日、関西テレビ・フジテレビ） - 栗本颯 役[8]
- ちはやふる-めぐり-（2025年7月9日 - 、日本テレビ） - 八雲力 役[9][10]
- 夜の道標 -ある容疑者を巡る記録-（2025年9月14日〈予定〉 - 、WOWOW） - 平良孝則 役[11]

### 映画
- ある男（2022年11月18日公開、松竹） - 悠人  役[12][13]
- 雑魚どもよ、大志を抱け!（2023年3月24日公開、東映） - 小林幸介 役[14]
- 罪と悪（2024年2月2日公開） - 阪本春（中学時代） 役
- 平場の月（2025年11月14日公開） - 青砥健将（中学時代） 役[15]

### ラジオドラマ
- おしゃべりなバディ（2023年12月16日、NHK FM） - 相原祐人 役

### CM
- 川崎市パラムーブメント広報動画（2018年）
- ピックルスコーポレーション「ごはんがススム キムチ 10周年」篇（2018年）

### Web
- 京セラ「スマートフォン/タブレット」（2017年）
- 個人情報保護委員会「SNS・オンラインゲーム編」（2021年）

### PV
- NEWS (グループ)「生きろ」（2018年）